# Museu de la Garrotxa

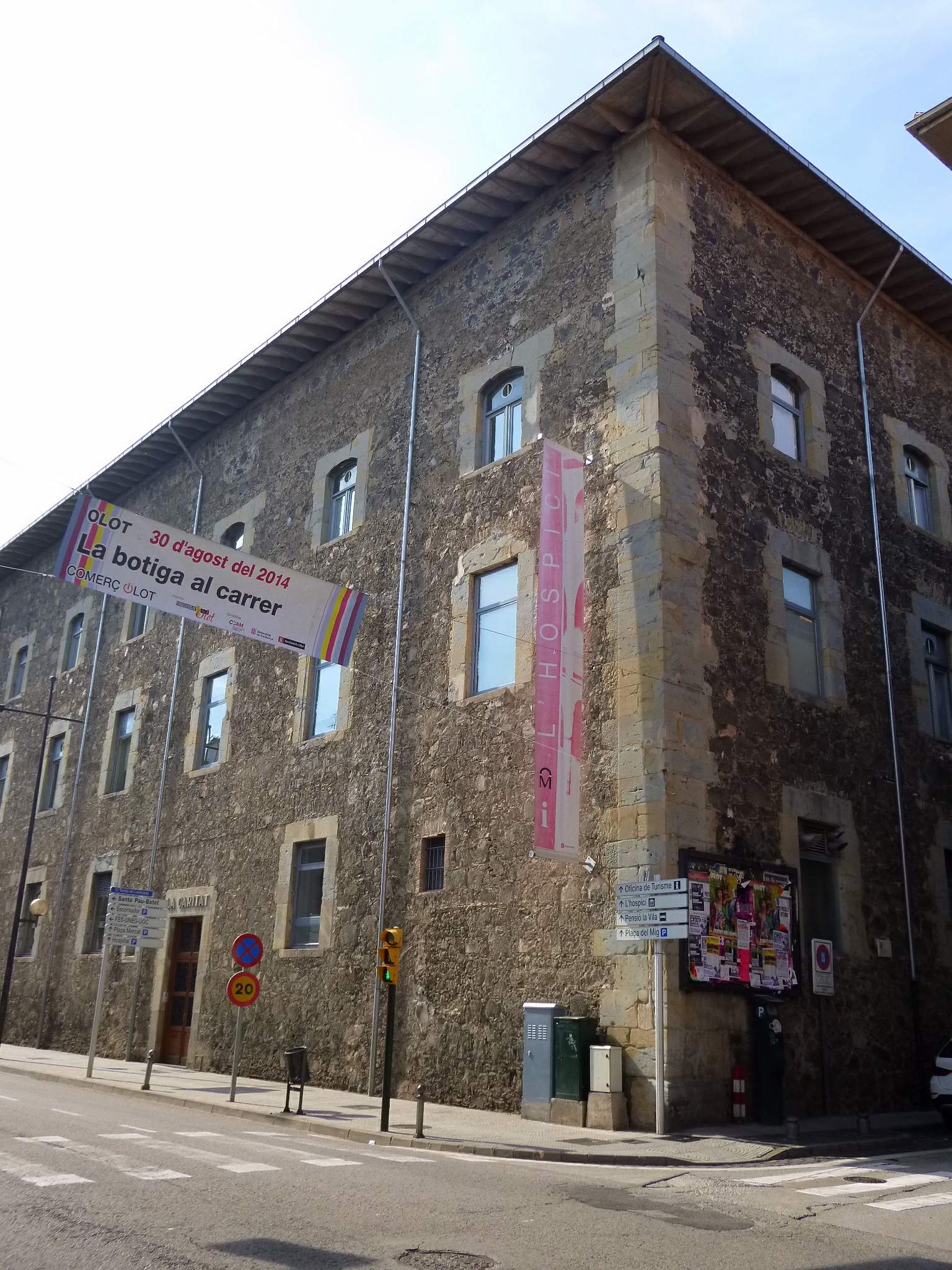
Das alte Hospiz in Olot, in dem das Garrotxa-Museum untergebracht ist

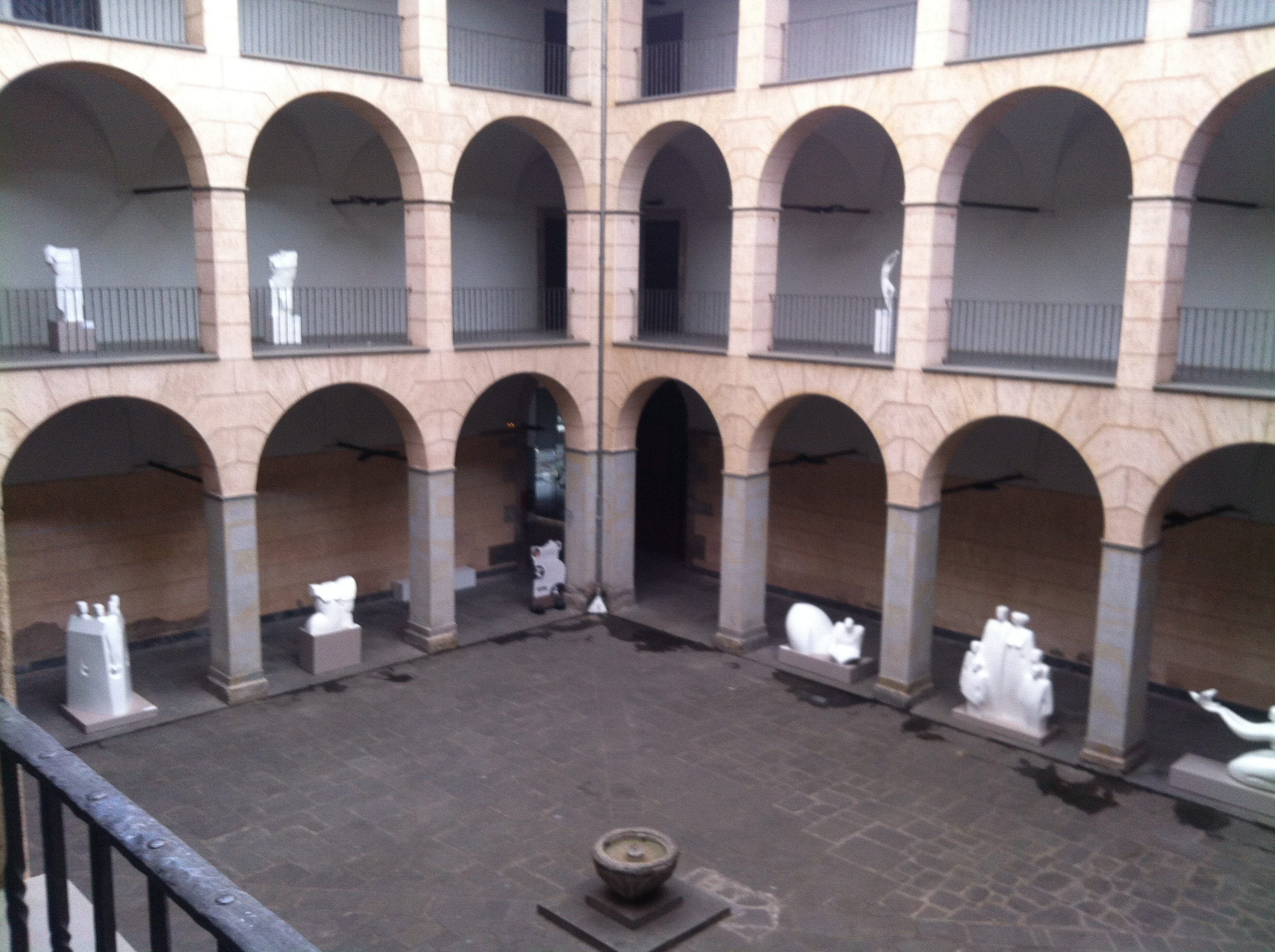
Der Innenhof des alten Hospizes in Olot

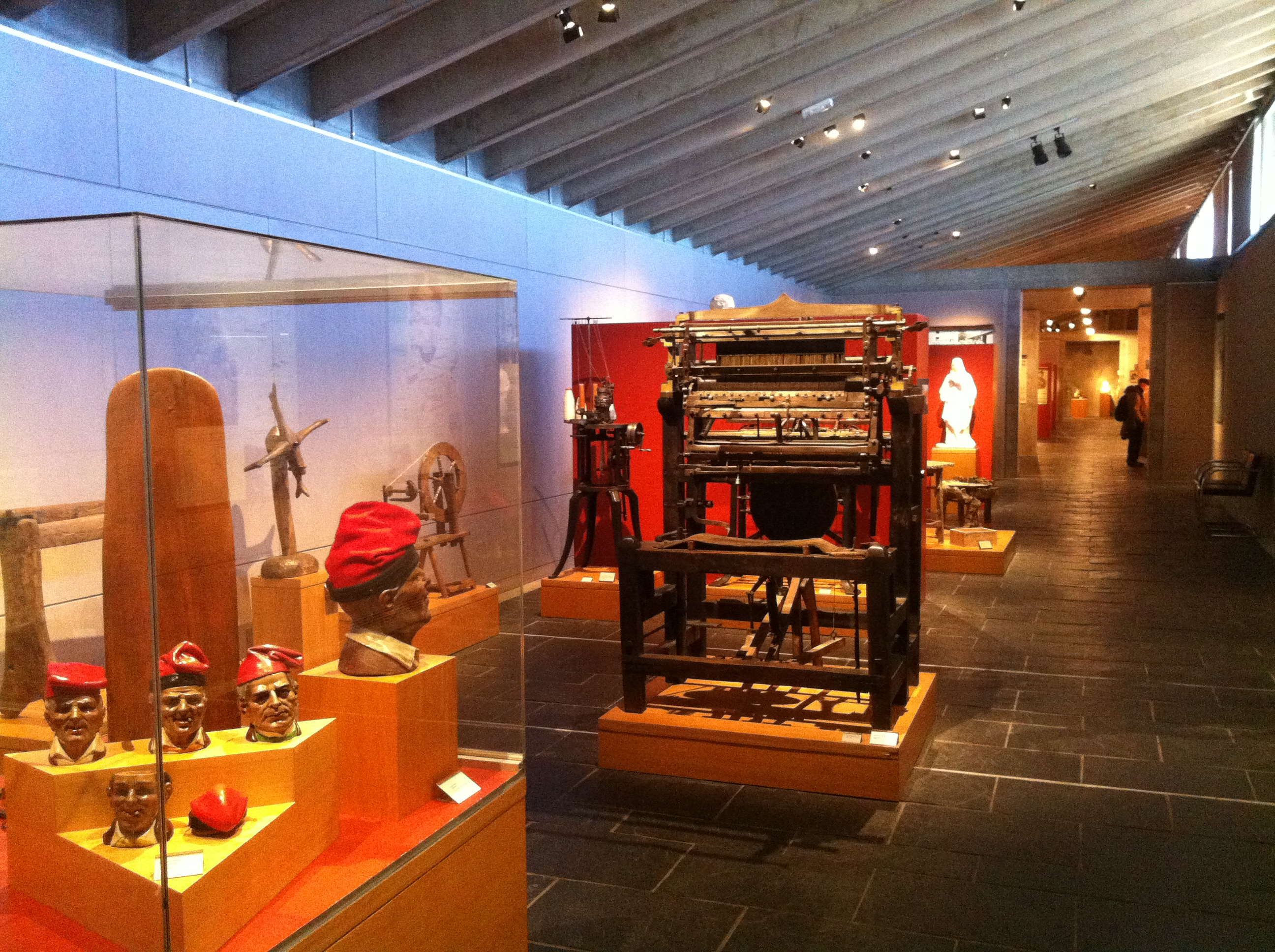
Innenansicht Garrotxa-Museum im Obergeschoss des alten Hospizes in Olot

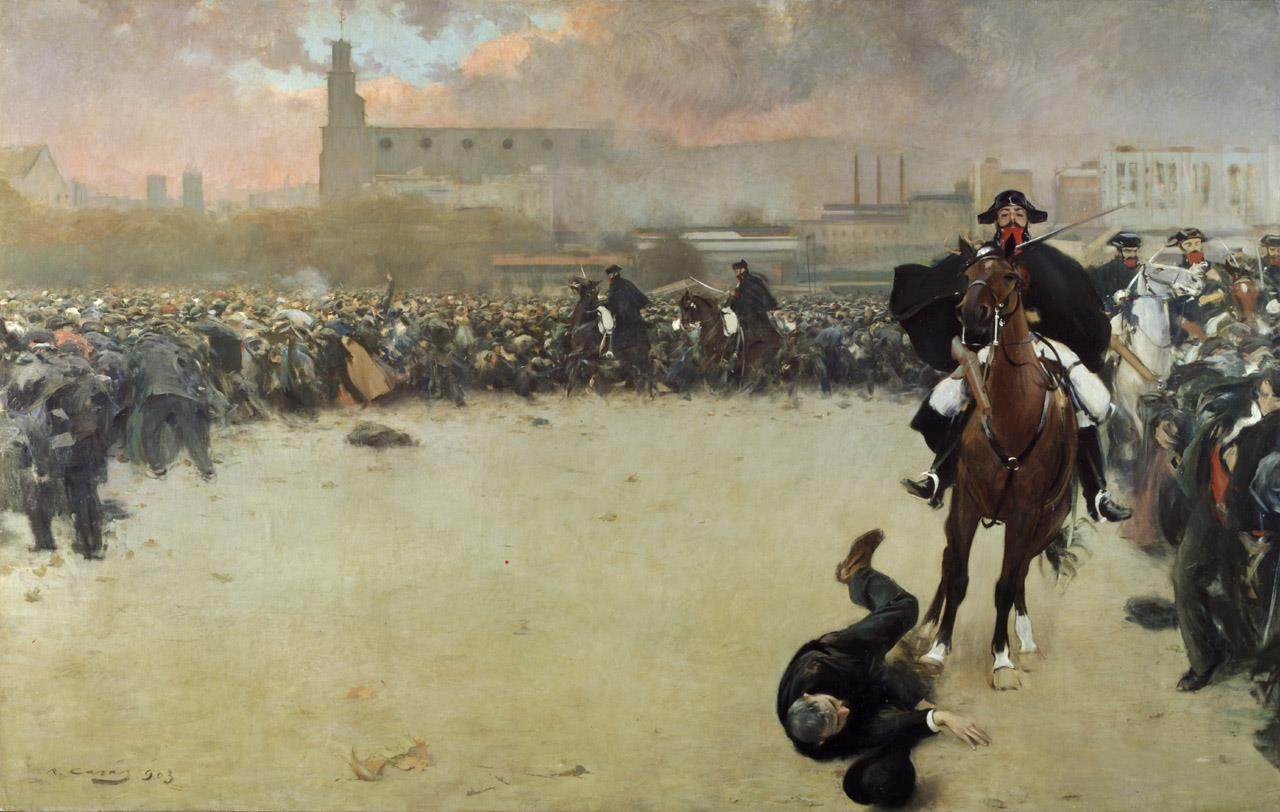
Ramon Casas: „Der Angriff“ (auch „Barcelona 1902“) im Museu Comarcal im alten Hospiz in Olot

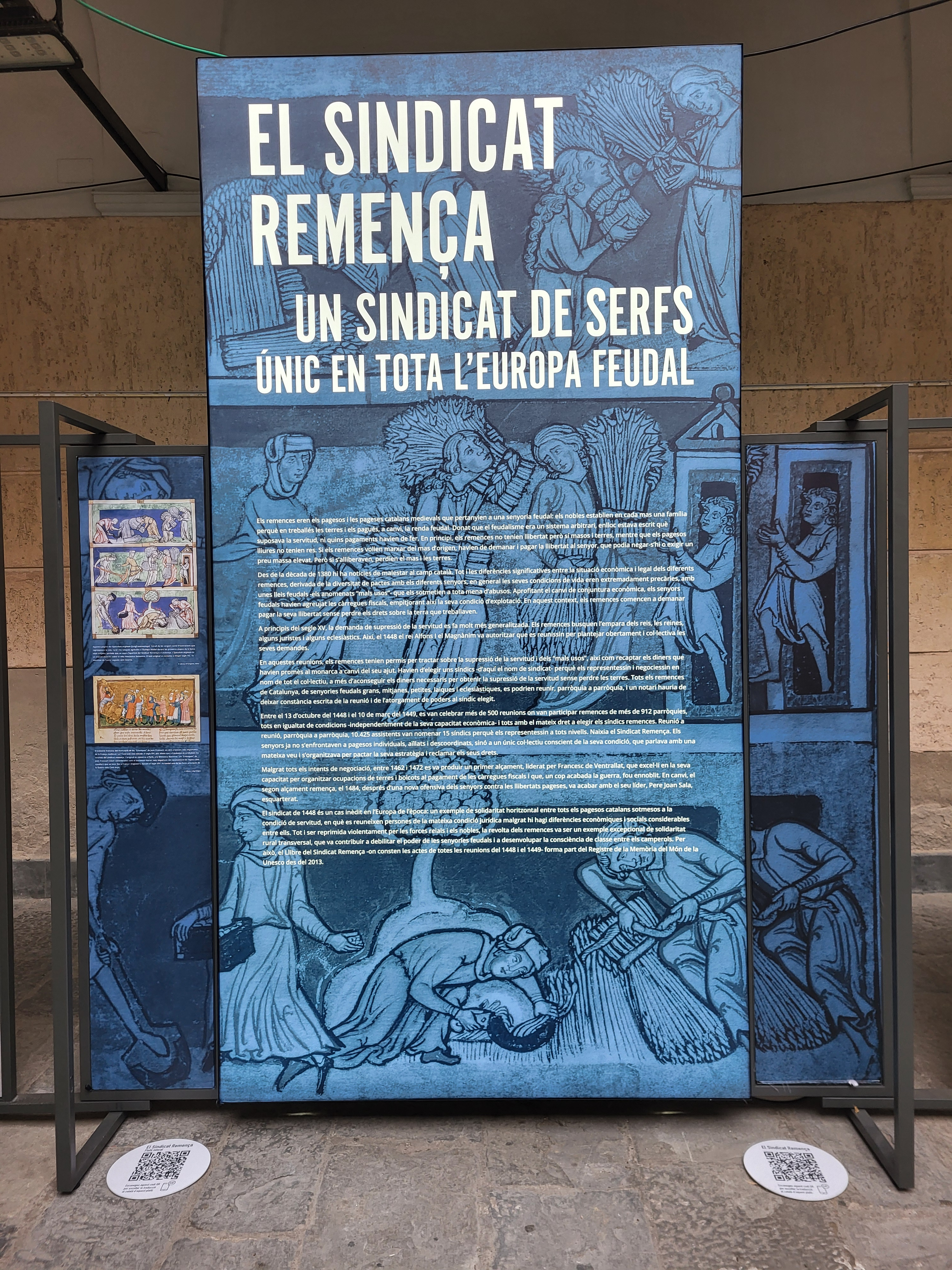
Ausstellung Beiträge Kataloniens zum sozialen und politischen Fortschritt in Europa, Station El Sindicat Remença in den Innenhofarkaden des alten Hospizes in Olot

Das Museu de la Garrotxa (früher Museu Comarcal de la Garrotxa und Museu d’Art Modern d’Olot), das Garrotxa-Museum, ist ein Kunstmuseum in der katalanischen Stadt Olot. Das Museum wurde im Jahr 1943 in einer neoklassischen Villa von 1854 im „Parc Nou“ von Olot als Schenkung der Familie Sureda an die Stadt Olot als Museu d’Art Modern d’Olot eingeweiht. Das Museum gehört heute mit der Biblioteca Museu Víctor Balaguer in Vilanova i la Geltrú, dem Museu Cau Ferrat in Sitges und dem Museu Nacional d’Art de Catalunya in Barcelona dem Museumsverband MNAC (Museu Nacional d’Art de Catalunya) an. Seit 1981 ist dieses Kunstmuseum im Alten Hospiz von Olot untergebracht. Am ehemaligen Standort in der Villa im Parc Nou befindet sich heute das Vulkan- und das Naturkundemuseum der Stadt. Das Kunstmuseum von Olot bietet eine wichtige Sammlung zur Malereischule von Olot, dazu herausragende Skulpturen der Bildhauer Miquel Blay, Josep Clarà und Joaquim Claret sowie Zeichnungen und Malereien von wichtigen Künstlern des katalanischen Modernismus, Postmodernismus und Noucentismus. Besonders imposant ist das riesige Antikriegsbild „La Càrrega“ (der Angriff, der Sturm) von Ramon Casas, das auch unter dem Titel „Barcelona 1902“ bekannt ist.

## Der Ort des Museums
Das Garrotxa-Museum ist heute im dritten Obergeschoss des ehemaligen Hospiz und Armenhaus, einem neoklassizistischen, zwischen 1777 und 1784 erstellten Gebäude, auf fast 1000 Quadratmetern untergebracht. Dieses Haus wurde nie als Hospiz genutzt. Zunächst wurde es als Schule und Wohnung für Lehrer, später für die Kunstakademie und das Bibliotheksarchiv genutzt. Mehr als einmal wurde es auch als Kaserne zweckentfremdet. Es ist ein umgreifender aber sehr funktionaler Bau mit einem großen Arkaden-Innenhof. Er wurde von Ventura Rodríguez entworfen, einem der führenden modernen Architekten Spaniens des 18. Jahrhunderts. Neben dem Garrotxa-Museum ist das Büro der Caritas, das historische Regionalarchiv der Garrotxa und das Tourismus-Büro der Stadt hier untergebracht.

## Rundgang durch das Museum
Das Garrotxa-Museum in Olot bietet einen sehr einprägsamen Rundgang durch die Kunstgeschichte der Stadt. Insbesondere bietet es einen umfassenden Überblick über die Werke der „Schule von Olot“. Zu Beginn des Rundgangs werden barocke Krippenfiguren des Skulpteurs Ramon Amadeu gezeigt, die eine schöne Detailgenauigkeit in der Gestaltung der Gesichter und der Hände aufweisen. Amadeu hat über fünf Jahre in Olot gearbeitet und damit die religiöse Volkskunst der Stadt auf einem sehr hohen künstlerischen Niveau gefestigt. Dann werden beeindruckende Landschaftsbilder der beiden Brüder Joaquin, des Gründers der Schule von Olot, und Marià Vayreda i Vila und des großen Pädagogen dieser Landschaftsmalereischule Josep Berga i Boix gezeigt. Beachtenswert ist auch die Skulpturensammlung der beiden führenden Köpfe des Modernismus und Noucentismus: Miquel Blay und Josep Clarà i Ayats. Die Gips-Skulptur „Le Boulet“ (1906, Der Klotz, der Hemmschuh) von Blay oder die Figur „Èxtasis“ (1903, eine Frauenskulptur mit einer Violine) von Clarà lassen das Herz eines jeden Skulpturenliebhabers höher schlagen. Der Maler Iu Pascual ist ein herausragender Vertreter des Noucentismus. Von Anfang an schenkte er der Landschaftsmalerei von Joaquin Vayreda höchste Aufmerksamkeit und Bewunderung. Seine eigenen Landschaftsbilder von 1910 ab waren zunächst in den Farben etwas aggressiv, wurden aber ab 1915 dezenter und milder. Das Museum zeigt am Ende des Rundganges Bilder von Nachkriegskünstlern, die in der Tradition der Schule von Olot stehen und die noch heute das Kunstleben in den Galerien der Stadt und ganz Kataloniens bestimmen unter anderem von: Lluis Carbonell, Josep Pujol, Pere Gussinyé, J. Marsillach, Sebastià Congost.
Im Erdgeschoss des Edifici Hospici gibt es zwei Säle, die ständig mit frei zugänglichen temporären Kunstausstellungen bestückt sind. In den Arkaden des Erdgeschosses gibt es häufig informative, multimediale Freiluftausstellungen, beispielsweise im Frühjahr 2024 zum Thema Beiträge Kataloniens zum sozialen und politischen Fortschritt in Europa mit konkreten Unterthemen wie der Einrichtung des internationalen Seerechtes mit dem Konsulat für Seerecht im 12. und 13. Jahrhundert in Barcelona und El Sindicat Remença, einer frühneuzeitlichen Gewerkschaftsbewegung der katalanischen Landarbeiter aus dem 15. Jahrhundert.

## Erläuterungen
1. ↑  Katalanisch: l’Edifici Hospici
2. ↑  Adresse: Carrer de l’Hospici, 8, 17800 Olot, Spanien.
3. ↑  Ventura Rodríguez * 1717 † 1785
4. ↑  Katalanisch: Oficina de Turisme
5. ↑  Dieser Absatz wurde nach Salvador Comalat, Joan Oller, 2006, Seite 68 ff. verfasst
6. ↑  Ramon Amadeu i Grau * Barcelona 1745 † Barcelona 1821
7. ↑  Zum Thema „Religiöse Volkskunst in Olot“ vergleiche auch den Artikel: Museu dels Sants d’Olot.
8. ↑  Joaquin Vayreda i Vila * Girona 1843 † Olot 1894
9. ↑  Marià Vayreda i Vila zuweilen auch Marian genannt; * Olot 1853 † Barcelona 1903
10. ↑  Der Noucentisme ist eine aus dem Modernismus hervorgegangene kulturelle Bewegung mit stark politischen Implikationen, die zu Beginn des 20. Jahrhunderts in Katalonien entstand. Er befürwortet in Kunst und Architektur im Gegensatz zum „romantischen Chaos“ des Modernismus Ordnung, Klarheit, Harmonie und Maß als führende Werte. Für tiefergehende Informationen siehe den Artikel Noucentisme in der englischen Wikipedia.
11. ↑  Miquel Blay i Fàbregas * Olot 1866 † Madrid 1936
12. ↑  Josep Clarà i Ayats * Olot 1878 † Barcelona 1958
13. ↑  Iu Pascual i Rodés * Vilanova i la Geltrú 1883 † Riudarenes 1949
14. ↑  Dieser Absatz wurde nach Informationen aus dem Garrotxa-Museum im Dezember 2006 verfasst
15. ↑  Diputació de Girona (Regierungsbezirk Girona): Contribucions de Catalunya al Progrés Social i Polític d'Europa. 15-seitiger Ausstellungskatalog im Din-A4-Format ohne Jahresangabe.

Koordinaten: 42° 10′ 52,3″ N, 2° 29′ 21,8″ O